# Граматическа категория
Граматическа категория е всеки пределно общ по обхват и неразчленим по съдържание елемент от граматическото значение на дума или израз. Това е основно понятие в морфологията и синтаксиса.
В българския език съществуват следните граматически категории:
род, число, определеност, степен, лице, време, наклонение, залог и вид на глагола, както и остатъци от падежи.
Макар и приблизително еднакви, граматическите категории се различават повече или по-малко в различните езици.
Българският, руският, английският, немският и много други езици имат само единствено и множествено число. Редица съвременни и мъртви езици, като санскрит, старобългарския, старогръцкия, словенския, шотландския келтски език и други езици, съдържат двойствено число. Езикът бислама съдържа тройствено число, а езикът лихир разполага с пет числа: единствено, двойствено, тройствено и две множествени (за малко и за много лица или предмети). На другия полюс са езици като китайския и японския, които изобщо нямат граматическо число.
В китайския език липсват глаголни времена, залог, род и др.
Дори езици от едно езиково семейство могат да се различават по наличието или отсъствието на дадена граматическа категория. Например категорията определеност (членуване) присъства в българския език, но не и в руския, въпреки че двата езика са славянски.
Категорията род е една от най-силно различаващите се. Например в българския език има три рода (мъжки, женски и среден), в някои езици има само два рода (одушевени и неодушевени обекти), в английския език род имат само местоименията, а в китайския език изобщо няма род.
При нужда липсващите граматически категории се изразяват лексикално. Например количеството може да се уточни с числително име.
Обратно, някои езици притежават граматически категории, които липсват в повечето други езици. Например в езика на племето навахо граматически се изразява формата на предмета (продълговат или объл). В езика янеша редовно се прибавя определена морфема към имената на починалите; нейното отсъствие означава, че човекът е жив.
Дори когато една граматическа категория съществува в няколко езика, тя може да се употребява в тях по различен начин. Например страдателният залог се използва в българския, английския и в други езици, за да скрие вършителя и да придаде обективност на изказа. Обаче в японския език основната употреба на страдателния залог е изразяването на неприятни случки; например изразът бях навалян се предпочита пред израза дъждът ме наваля.